# Heinz Assmann (Politiker)
Heinz Assmann (* 19. Juli 1931 in Gelsenkirchen-Buer) ist ein deutscher Politiker (SPD) und ehemaliger Bundestagsabgeordneter.

## Leben und Beruf
Nachdem sein Vater, der Bergmann war, im Juli 1944 bei einem Bombenangriff getötet worden war, wurde Assmann im Juni 1944 mit seiner Mutter und den Geschwistern nach Patzschwig bei Leipzig evakuiert. Im Frühjahr 1945 floh die Familie vor der heranrückenden Roten Armee wieder in den Westen Deutschlands zurück. Nach dem Schulbesuch absolvierte Assmann ebenfalls eine Ausbildung zum Bergmann und arbeitete anschließend in diesem Beruf. Er engagierte sich gewerkschaftlich, wurde 1952 als jüngster Kandidat in den Betriebsrat der Zeche Scholven gewählt und war seit 1958 Sekretär der IG Bergbau und Energie, für die er ein Ferienheim leitete. 1963 wurde er Leiter der Gewerkschaft für den Bezirk Ruhr-Nordost/Hamm mit Sitz in Hamm. 1966 und 1970 wurde er für die Gewerkschaft Aufsichtsratsmitglied bei der Concordia Bergbau AG und der Bergbau AG Westfalen.

## Partei
Assmann ist seit 1948 Mitglied der SPD, nachdem er sich zuvor bereits bei den Falken engagiert hatte.

## Abgeordneter
Assmann war von 1964 bis 2004 Ratsmitglied der Stadt Hamm und dort zeitweise Vorsitzender der SPD-Fraktion. Dem Deutschen Bundestag gehörte er vom 24. Februar 1983, als er über die Landesliste der SPD Nordrhein-Westfalen für den verstorbenen Abgeordneten Hermann Schmidt nachrückte, bis zum Ende der Wahlperiode (März 1983) an.